# Sneekweek Journaal
Het Sneekweek Journaal was een televisieprogramma van SBS6, waarin verslag werd gedaan van de Sneekweek.
Het programma bevatte reportages van Piet Paulusma en was in 2009 en 2010 te zien na de late editie van Shownieuws. Gemiddeld werd het reportageprogramma gevolgd door 300.000 kijkers. In 2011 keerde het programma niet terug in de programmering, wegens onenigheid tussen de Koninklijke Watersportvereniging Sneek en SBS6 over de uitzendtijd van het programma.
Het programma kwam door sponsoring tot stand en de kosten van 150.000 euro werden onder meer door de gemeente Sneek, (verenigde) lokale ondernemers en de watersportvereniging betaald.

## Sneekweek Update
In 2011 werd het sportevenement wel gevolgd in een speciale rubriek in de vroege editie van het programma Shownieuws. Onder de titel Sneekweek Update was Evelien de Bruijn aanwezig bij de Sneekweek 2011 en deed zij verslag van de gebeurtenissen.